# Bhaktiwedanta
Bhaktiwedanta („nauczyciel bhakti, ukoronowania Wed”) – tytuł hinduistyczny odnoszący się do guru z tradycji wisznuizmu. Jest połączeniem dwóch terminów z hinduizmu: bhakti – oddanie, uwielbienie, i wedanta – końcówka, dopełnienie Wed.

## Przykłady użycia

### Hinduistyczne imiona guru
- Abhaj Ćaranarawinda Bhaktiwedanta Swami Prabhupada
- Śri Śrimad Bhaktiwedanta Narajan Goswami Maharadż (ur. 1921)

### W nazwach podmiotówISKCONu
- Bhaktivedanta Manor – świątynia Kryszny-Radhy w Aldenham, koło Watford w Wielkiej Brytanii
- Bhaktivedanta Book Trust – wydawnictwo
- Bhaktivedanta College – College w Ardenach.